# Thomas J. Fitzpatrick
Pour l’article homonyme, voir Thomas J. Fitzpatrick (personnalité politique).
Thomas J. Fitzpatrick (né le 29 juillet 1926) est un homme politique irlandais du Fianna Fáil. Il est élu six fois député Fianna Fáil pour les circonscriptions de Dublin South-Central et Dublin Central.

## Biographie
Ancien patron de pub et propriétaire de « The Terenure Inn », Fitzpatrick est d'abord candidat au Dáil Éireann aux élections générales de 1961 dans la circonscription du centre-sud de Dublin. Il échoue alors, mais aux élections générales de 1965, il est réélu au 18e Dáil. Après des changements de limites, il se présente à Dublin Central aux élections générales de 1969, où il est élu au 19e Dáil, et réélu aux élections générales de 1973. Après d'autres changements de limites, il se présente à nouveau à Dublin South-Central aux élections générales de 1977 et est réélu à deux autres reprises avant d'être battu aux élections générales de novembre 1982.
Au 21e Dáil, il est ministre d'État au ministère des Transports et de l'Énergie et au ministère des Postes et Télégraphes, de juillet 1977 à décembre 1979.